# Bianca Oana

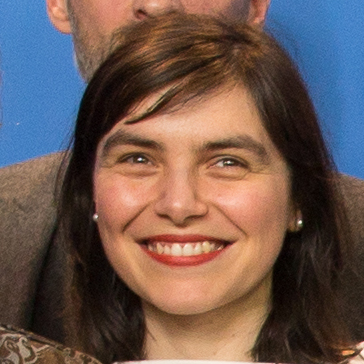
Bianca Oana

Bianca Oana (* 1986 in Rumänien) ist eine rumänische Filmproduzentin und Drehbuchautorin.

## Leben
Bianca Oana startete ihre Filmkarriere mit dem Drehbuch zum Kurzfilm Rien ne va plus. 2009 produzierte sie den Kurzfilm Afterparty sowie den Dokumentarfilm Life in Squares, die beide im Rahmen der Berlinale Talents vorgestellt wurden. Es folgten weitere Kurzfilme und Dokumentarfilme, bei denen sie als Produzentin aktiv war. Außerdem schrieb sie das Drehbuch zum Film Loverboy von Cãtãlin Mitulescu, der für den Europäischen Filmpreis nominiert war.
2015 gründete sie ihre eigene Produktionsgesellschaft Monogram Film. 2018 produzierte sie den hochgelobten Experimental-Dokumentarfilm Touch Me Not von Adina Pintilie, der mit dem Goldenen Bären ausgezeichnet wurde. 2019 produzierte sie Kollektiv – Korruption tötet. Der Film ist als rumänischer Beitrag bei der Oscarverleihung 2021 als Bester internationaler Film nominiert.

## Filmografie

### Produktion
- 2009: Afterparty (Kurzfilm)
- 2009: Life in Squares (Lumea in patratele) (Dokumentarfilm)
- 2014: Toto si surorile lui  (Dokumentarfilm)
- 2016: A Country of Two (Kurzfilm)
- 2018: Touch Me Not  (Dokumentarfilm)
- 2019: Oponci (Kurzfilm)
- 2019: Kollektiv – Korruption tötet (Colectiv)

### Drehbuch
- 2008: Rien ne va plus (Kurzfilm)
- 2009: Loverboy
- 2013: Aftermath (Kurzfilm)